# Blixt Gordon
Blixt Gordon (engelska: Flash Gordon) är en tecknad serie inom science fiction-genren, skapad av tecknaren Alex Raymond. Serien hade premiär den 7 januari 1934. Raymond tecknade serien åren 1934–1944.
1940 startades den svartvita dagsstrippversionen av Blixt Gordon tecknad av Austin Briggs. Till skillnad från söndagsversionen, som nästan undantagslöst hade berättande texter inne i rutor (samma berättarteknik som exempelvis Prins Valiant har), så hade den dagliga versionen istället pratbubblor som de flesta andra serier. Samme Briggs övertog även söndagsversionen i färg 1944, samtidigt lades den dagliga serien ned. Briggs efterträddes i sin tur av Mac Raboy 1948. Dan Barry återupptog dagstrippsversionen från 1951 och övertog även söndagsversionen när Mac Raboy dog 1967. Till sin hjälp hade Dan Barry kreatörer såsom Frank Frazetta, Bob Fujitani, Harry Harrison, Harvey Kurtzman och brodern Sy Barry. 1966–1967 tecknade även Al Williamson ett antal mycket omtyckta äventyr. Barry stannade på serien ända till 1990. Serien övertogs då av Bruce Jones (manus) och Ralph Reese (teckningar). 1993 lades den dagliga versionen ner igen. Mellan januari 1996 och 2003 tecknades och skrevs söndagsserien av Jim Keefe. Sedan dess publiceras endast repriser av serien i de amerikanska söndagsbilagorna.
Förutom dagstidningsversionerna har det även förekommit licensierad produktion direkt för serietidningar och seriealbum, bland annat en version av Edgar Pierre Jacobs.

## Filmografi
- 1936: Flash Gordon: Space Soldiers (13 avsnitt – sammanlagt 245 min), huvudrollsinnehavare Larry ”Buster” Crabbe
- En andra inspelning 1936: Långfilmen Flash Gordon II: Rocketship – (Buster Crabbe)
- 1938 – Flash Gordons Trip to Mars – (Buster Crabbe) sänd i amerikansk TV 1966
- 1940 – Flash Gordon Conquers the Universe (Blixt Gordon och purpurdöden) – (Buster Crabbe) sänd i amerikansk TV 1966, samt visad i svensk TV två gånger.
- 1954 – Flash Gordon  - TV-serie i 39 avsnitt – Steve Holland i huvudrollen
- 1979–1981 – The New Adventures of Flash Gordon – animerad TV-serie i 32 avsnitt, producerad av Filmation Associates
- 1980 – Blixt Gordon – (Sam J. Jones i huvudrollen och Max von Sydow som den onde kejsar Ming).
- 1982 – Flash Gordon: The Greatest Adventure of All, animerad TV-film
- 1982 – The Greatest Adventure of All – animerad TV-film
- 1986 – Defenders of the Earth – animerad TV-serie
- 1996 – Flash Gordon – TV-serie producerad för Sci-Fi Channel, visad i TV6 i Sverige
- 2007 – Flash Gordon – TV-serie producerad för Sci-Fi Channel, visad i TV6 i Sverige

### Fotnoter
1. ↑  "Archivist" (2 januari 2014). ”Ask the Archivist: Flash Gordon Anniversary” (på engelska). Comics Kingdom. http://comicskingdom.com/blog/2014/01/02/ask-the-archivist-flash-gordon-anniversary. Läst 2 november 2016.